# Hypena cyanea
Hypena cyanea là một loài bướm đêm trong họ Erebidae.